# Riccardo Minali
Riccardo Minali (ur. 19 kwietnia 1995 w Isola della Scala) – włoski kolarz szosowy i torowy.

## Osiągnięcia

### Kolarstwo szosowe
Opracowano na podstawie:

2012
- 1. miejsce w Memorial Pietro Merelli

2013
- 1. miejsce w Memorial Pietro Merelli

2015
- 1. miejsce w Circuito del Porto

2016
- 2. miejsce w Circuito del Porto
- 3. miejsce w Trofeo Almar

2018
- 1. miejsce na 2. i 4. etapie Tour de Langkawi

### Kolarstwo torowe
Opracowano na podstawie:
2013
- 2. miejsce w mistrzostwach Europy juniorów (omnium)

2017
- 3. miejsce w mistrzostwach Europy (wyścig z dernami)

## Rankingi

### Kolarstwo szosowe
| Rok             | 2015 | 2016 | 2017 | 2018 | 2019  | 2020  | 2021 |
| --------------- | ---- | ---- | ---- | ---- | ----- | ----- | ---- |
| UCI World Tour  |      | -    | 372. | -    |       |       |      |
| World Ranking   |      | 813. | 483. | 267. | 1021. | 1031. | 429. |
| UCI Europe Tour | 395. | 542. | 507. | 172. | 735.  | 800.  | 355. |
| UCI Asia Tour   | -    | 507. | 115. | 147. |       |       |      |
|                 |      |      |      |      |       |       |      |
| Źródło: UCI     |      |      |      |      |       |       |      |